# Omicidio di Carlo Ghiglieno

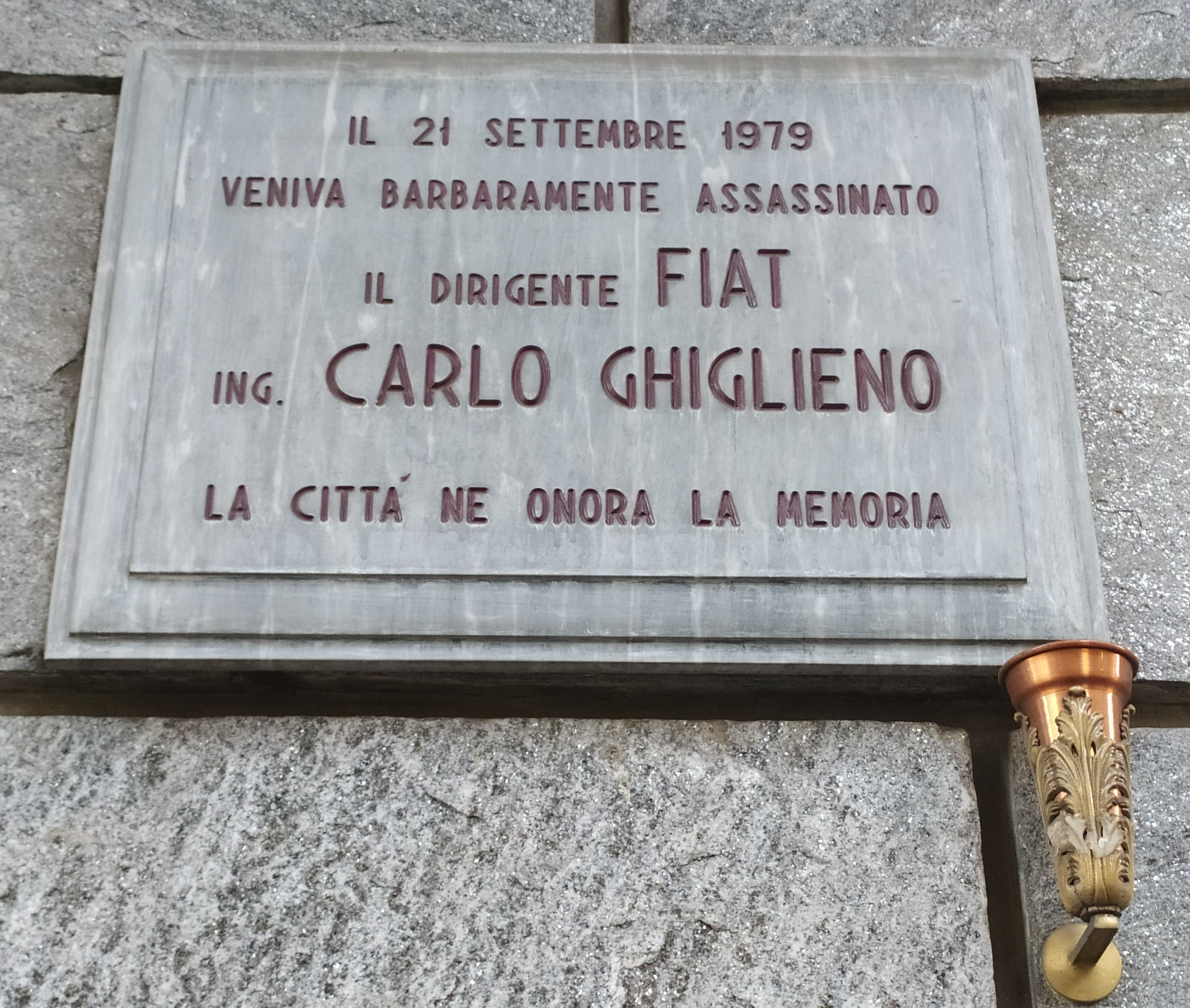
Targa commemorativa Carlo Ghiglieno

L'omicidio di Carlo Ghiglieno, un dirigente d'azienda italiano, venne commesso a Torino il 21 settembre 1979, durante gli anni di piombo, da un commando del gruppo terroristico comunista Prima Linea - gruppo di fuoco Charlie e Carla.

## Storia
Carlo Ghiglieno, laureatosi al Politecnico di Torino nel 1950, lavorò per quindici anni all'Olivetti ricoprendo anche diversi ruoli dirigenziali. Nel 1974 passò alla Fiat Auto in qualità di responsabile della pianificazione. Venne individuato dal comando nazionale dell'organizzazione di Prima Linea come figura simbolica del processi di ristrutturazione industriale in corso alla FIAT, diretti, secondo l'analisi dei terroristi, a restaurare il cosiddetto "comando d'impresa", portare avanti i programmi di automazione del lavoro, reprimere le istanze operaie. L'attentato fu agevole per il nucleo di fuoco di Prima Linea, essendo Ghiglieno privo di scorta e abituato a seguire orari regolari nei suoi spostamenti. 
Fu ucciso la mattina del 21 settembre 1979 a Torino in via Petrarca 32 nel quartiere San Salvario mentre si recava al lavoro da due componenti di Prima Linea, Maurice Bignami e Fabrizio Giai, con numerosi colpi calibro 38, sparati a distanza ravvicinata alla testa e al torace, mentre l'uomo si accingeva a salire sulla sua auto Fiat Ritmo. Gli altri componenti del nucleo terrorista, erano Roberto Sandalo, pronto alla guida di un'auto per la fuga, e Paolo Zambianchi in copertura armato di mitra M12. 
Il comunicato di rivendicazione riportava quanto segue:
(Trascrizione del comunicato di Prima Linea all'ANSA, tratta da: Il Piemonte e Torino alla prova del terrorismo, AA.VV, Rubbettino, 2007, pag.247)